# Buchenstein-völgy
Buchenstein-völgy röviden Buchenstein (németül: Buchensteintal, ladin nevén Fodóm-völgy röviden Fodóm vagy Fodom, 1923–2013 között olaszul: Livinallongo néven is) egy történelmi tájegység a Dolomitokban, jellege egy nyugat-kelet-irányú, sűrűn lakott, termékeny völgy. Földrajzilag a Cordevole folyó felső völgyét jelenti, a Pordoi-hágótól kb. a Pettorina patak betorkollásáig, Caprile faluig. Lakossága túlnyomórészt ladin anyanyelvű. 1918-ig az osztrák Tirol része volt. Az első világháborúban magashegyi frontvonal, a Tirol felé törő olasz offenzíva egyik fő célpontja. A Saint-germaini békeszerződés után az Olasz Királyság része lett. Lakosságának tiltakozása ellenére Trentino-Dél-Tirol régióból kihasítva Venetóhoz csatolták.

## Fekvése
A Cordevole folyó a Pordoi-hágóban ered. Első szakasza a Buchenstein-völgyet (Fodóm-völgyet) képezi. Először nyugat-keleti irányban lejt, majd enyhe ívet leírva délkeleti irányban folytatódik a Pettorina-völgy torkolatáig. A széles völgyet délen végig a Padon-gerinc hegylánca határolja, az északi oldalon a völgy felső végét a Campolongo-hágóra néző Monte Cherz (2094 m), nyugati felét a Col di Lana (2462 m) és a Monte Sief (2424 m) kettős tömbje uralja. A lankás, termékeny hegyoldalakon alpesi legelőgazdálkodás és állattenyésztés folyik. A Col di Lanától keletre, Salesei falunál a folyó és a völgy élesen délnek fordul, itt torkollik bele északkeletről, a Falzarego-hágóból érkező Falzarego-patak. A hágóról érkező úton állnak a völgy útjának biztosítására épült középkori Andraz vár romjai (németül: Schloss Buchenstein, olaszul: Castello Buchenstein, ladin nyelven Ciastel d’Andrac). Maga Andraz község a vártól 7 km-re délre, már a Buchenstein-völgyben, a Falzarego-patak torkolata közelében található.
A Buchenstein-völgy alsó, délkeleti szakasza nagyjából Capriléig tart, itt csatlakozik be nyugatról (a Marmolada felől) a Fiorentina és a Pettorina-patak völgye, amelyet a völgy végének tekintenek. A Cordevole folyó alsó völgye innen délnek halad tovább, Alleghe városán és a Valle Agordina völgyön át a Piave folyó irányában.

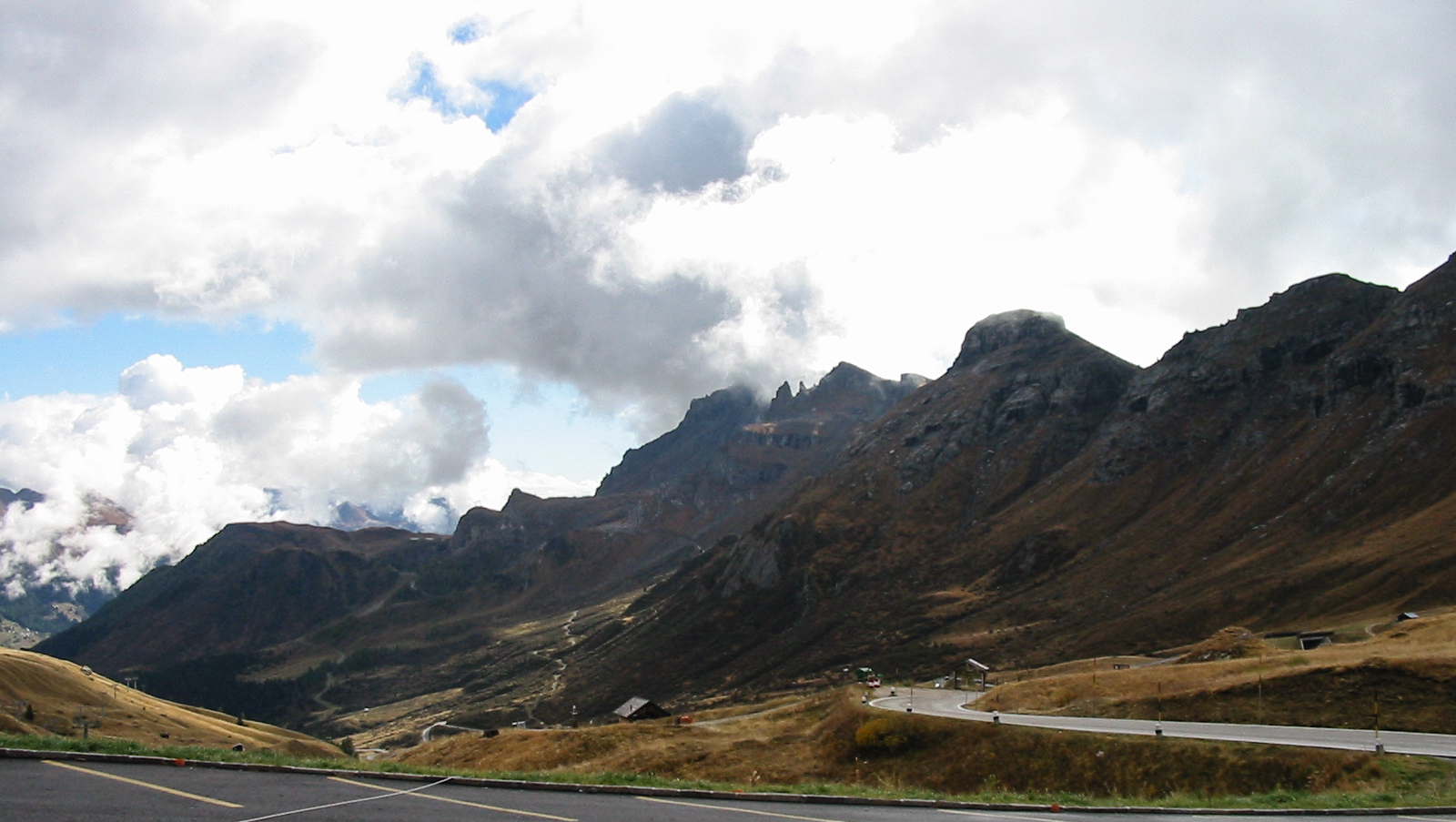
A Buchenstein-völgy nyugati vége a Pordoi-hágóról, jobbra a Padon-gerinc (a Sasso Cappello)

## Közlekedése
A Buchenstein-völgy keleti felében az SS-48-as számú országos főútvonal (Venetóban SR-48 sz. regionális főútvonal), a „strada delle Dolomiti” vezet végig, a Pordoi-hágótól az andrazi útelágazásig. Innen az SS-48-as a Falzarego-hágóba kapaszkodik tovább északkelet felé. A délnek kanyarodó Buchenstein-völgyben, a Cordevole folyó keleti (bal) partján az SR-203. számú főút visz Caprile és tovább Alleghe felé. A folyó nyugati (jobb) partján Pieve di Livinallongo önkormányzati központ hídjától indul az SP-563. sz. (megyei) főút dél felé, a Caprilével szemközt fekvő Saviner községbe, innen a nyugatnak tartó SP-641-es úton lehet eljutni a Marmolada térségébe, a Malga Ciapela-i sífelvonókhoz és a Fedaia-hágóba.

## Közigazgatása
Közigazgatásilag az egész völgy Veneto régió Belluno megyéjéhez tartozik. Területe teljes egészében egybeesik Livinallongo del Col di Lana (németül: Buchenstein), ladinul Fodóm községgel, amely a völgy egész területén szétszórtan fekvő falvak és kistelepülések egyesítéséből született. A közös önkormányzat székhelye a Col di Lana lábánál fekvő Pieve di Livinallongo településen működik. A völgy legnagyobb települése és gazdasági központja Arabba (ladinul Rèba) frakció, nagy forgalmú idegenforgalmi és síközpont, mely a Buchenstein-völgy felső végénél, a Pordoi-hágó és a Campolongo-hágó útjainak találkozásánál fekszik.
A földrajzi területek és a közigazgatási egységek megnevezései nem pontosan fedik át egymást. Ladin nyelven „Fodóm” névvel nemcsak a szűkebb földrajzi értelemben vett Buchenstein-völgyet jelölik, hanem egy ennél valamelyest nagyobb területet, amely magában foglalja Livinallongo del Col di Lana (németül: Buchenstein, ladin nyelven Fodóm) községet, és keleti szomszédját, Colle Santa Lucia (ladinul Col) községet is. Egy 1906-os kiadású Baedeker útikönyv Buchenstein község olasz neveként Pieve di Livinallongo, ladin neveként La Plié de Fodom neveket adja meg, ez ma közigazgatásilag az egyesített Livinallongo del Col di Lana község egyik frakciója.
A Buchenstein-völgy (Fodóm-völgy) – Colle Santa Lucia községet is beleértve – egyike a Dolomitok öt „ladin völgyének”, ahol a lakosság túlnyomó többsége ladin anyanyelvű (a másik négy a tiroli Gader-völgy, Grödeni-völgy röviden Gröden), a Fassa-völgy, és az Ampezzói-völgy, Cortina d’Ampezzo központtal). Történelmileg a Buchenstein-völgy is Tirol részének tekintendő, csak 1918-ban csatolták át Venetóhoz.

## Történelme

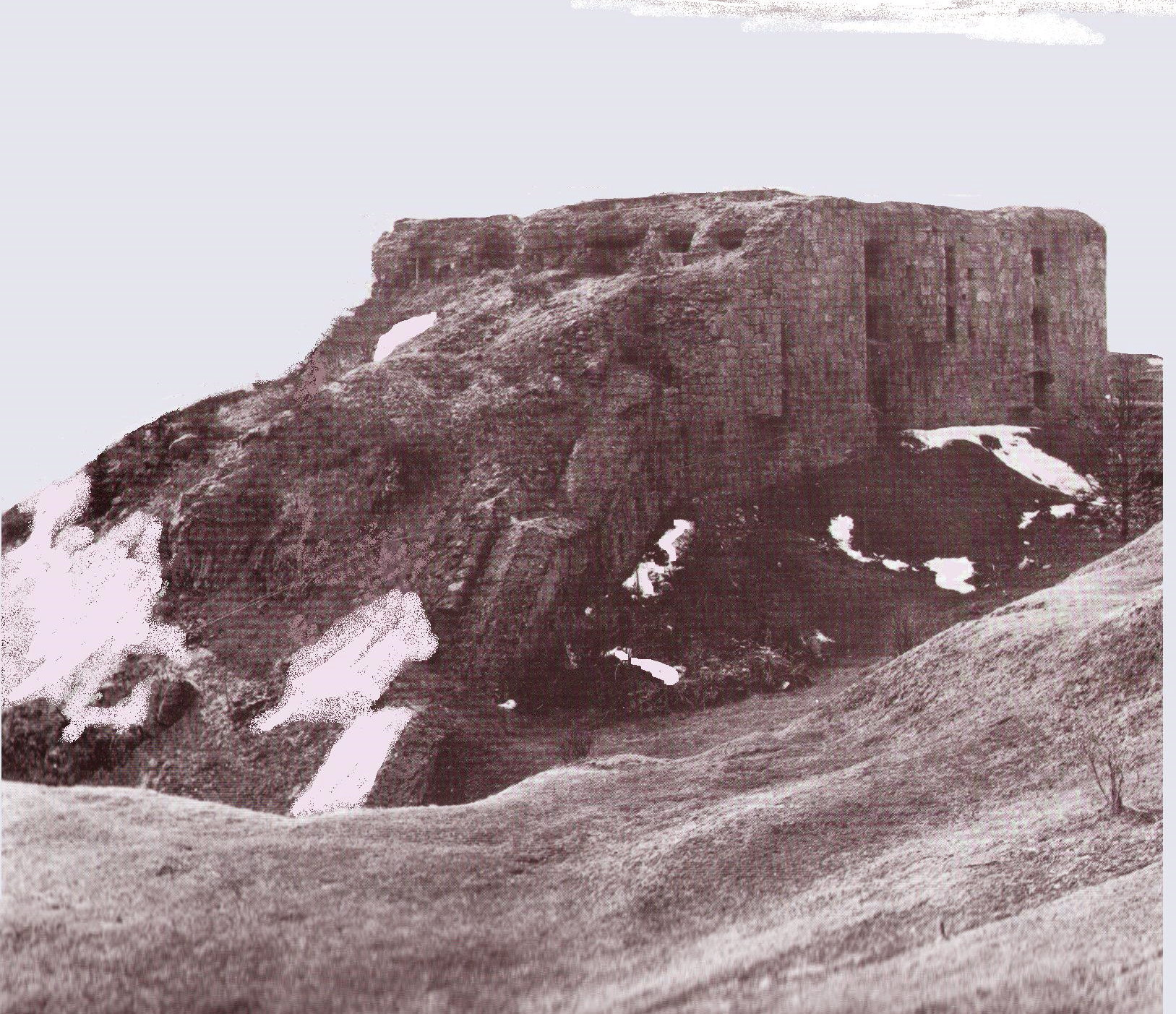
A La Corte erőd, 1917-es állapotában.

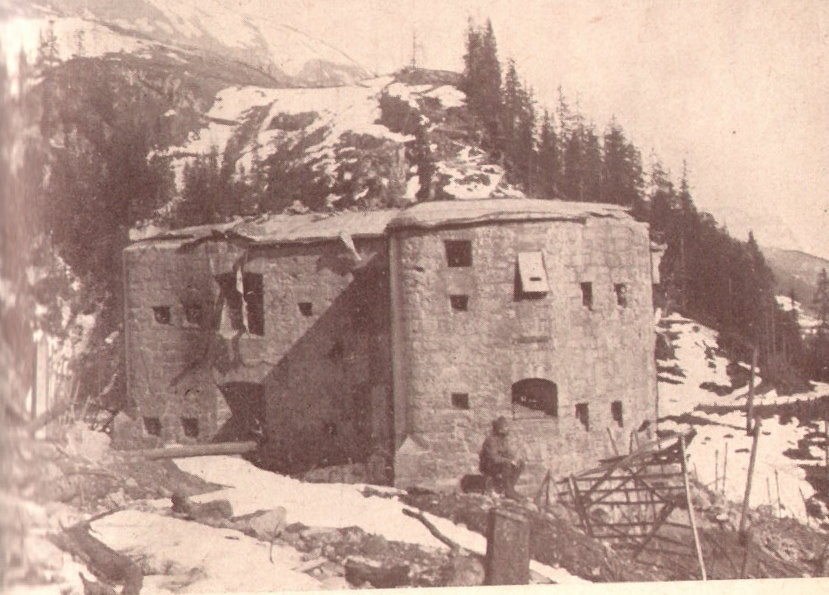
A Ruaz záróerőd, 1916-ban

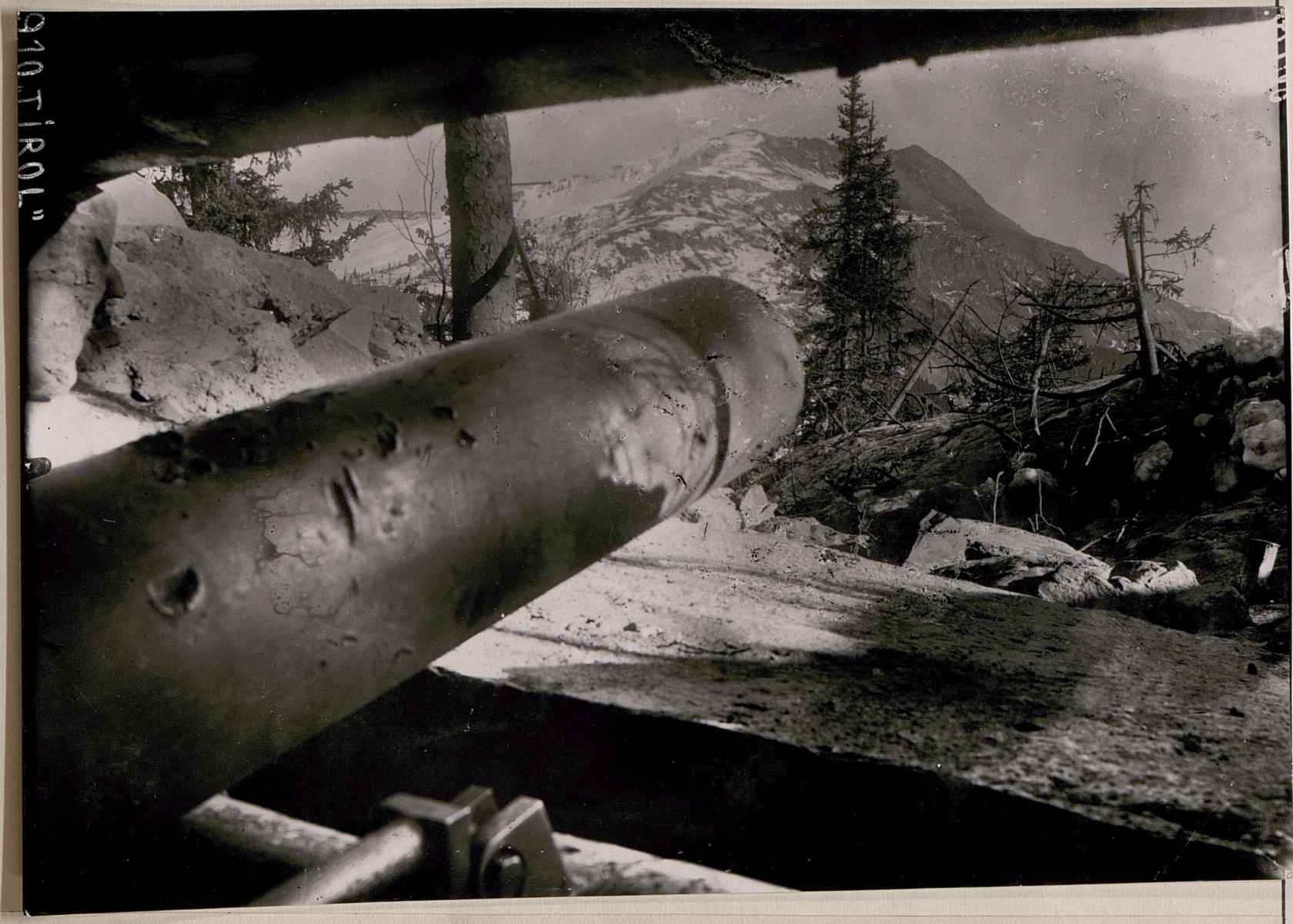
A Monte Sief – Col di Lana felé néző löveg a La Corte erődben

A középkortól az első világháborúig a Buchenstein-völgy az osztrák Tirol tartomány része volt. Az olasz hadüzenet (1915. május 23.) után néhány nappal az olasz királyi csapatok Veneto felől, a Dolomitok völgyein keresztül megindultak Tirol elfoglalására. Az osztrák–magyar hadvezetés a Dolomitok előterét védhetetlennek ítélte, a cs. és kir. csapatokat visszavonták az államhatár vonaláról, a korábban kiépített magashegyi védőállásokba. A Buchenstein-völgy keleti részét is kiürítették. A frontszakasz védelme a Marmolada, a Padon-gerinc, a Pordoi-hágó, a Col di Lana és a Valparola-hágó hegyi erődjeire támaszkodott. Az olaszok a délkeletről, a Cordevole völgyében nyomultak előre, elfoglalták a Buchenstein-völgy keleti bejáratát, a Padon-gerinc keleti felét és a Falzarego-hágót. A Buchenstein-völgyben a további nyugati irányú betörést a Monte Sief lábánál telepített La Corte erőd (a völgy északi lejtőjén, Cherz falunál) és vele szemben a déli lejtőn a Ruaz záróerőd hatékonyan megakadályozta.
Észak felé az olasz áttörést a Col di Lana csúcsán álló erős osztrák–magyar erődítmény akadályozta, ennek elfoglalására az olaszok 1915-16 között számos tömegrohamot indítottak, de a védők minden támadást visszavertek, jelentős vérveszteséget okozva a támadóknak. Ezután az olaszok hónapokig tartó munkával nagyszabású aknát fúrtak, ezt 1916. április 17-én éjszaka felrobbantották. A hegy egész csúcsa az erőddel együtt leomlott, 200 tiroli császárvadász veszett oda. Az olaszok ezután elfoglalták a Col di Lana csúcsút, de az áttörést a szomszédos Monte Sief hegycsúcsra visszavonult császári védők továbbra is megakadályozták. 1917 novemberében az isonzói fronton megtörtént a caporettói áttörés, a Tirolt ostromló olasz csapatokat stratégiai bekerítés fenyegette, ezért kivonták őket a Dolomitokból, a Buchenstein-völgyben is megszűnt a harci tevékenység. A központi  hatalmak 1918 novemberi összeomlása után ismét az olaszok vonultak be. Az 1919-es Saint-germaini békeszerződés értelmében egész Tirol az Olasz Királyságnak jutott.
Még nem zárult le a háború, amikor a megszerzett osztrák Buchenstein-völgy nevét az olaszok (1918-ban) Felső Cordevole-völgyre változtatták. A fasizmus idején erőszakos olaszosítást hajtottak végre. 1923-ban a vidéket királyi rendelettel átcsatolták Veneto tartományhoz, a „Buchenstein” elnevezés használatát betiltották. Olaszországnak az Európai Unióhoz való csatlakozása után néhány évvel, 2007. október 28-án helyi népszavazás döntött arról, hogy az ötödik ladin völgyet (Livinallongót és Colle Santa Luciát) is csatolják vissza Dél-Tirolhoz. Ennek végrehajtását a központi kormány megakadályozta. A Livinallongo-völgy napjainkban (2016) is Belluno megye része. A fasiszta időkben hozott névhasználati tilalom kilenc évtizeden át érvényben maradt, a Buchenstein-völgy csak 2013 augusztusában vehette vissza ősi német nevét.

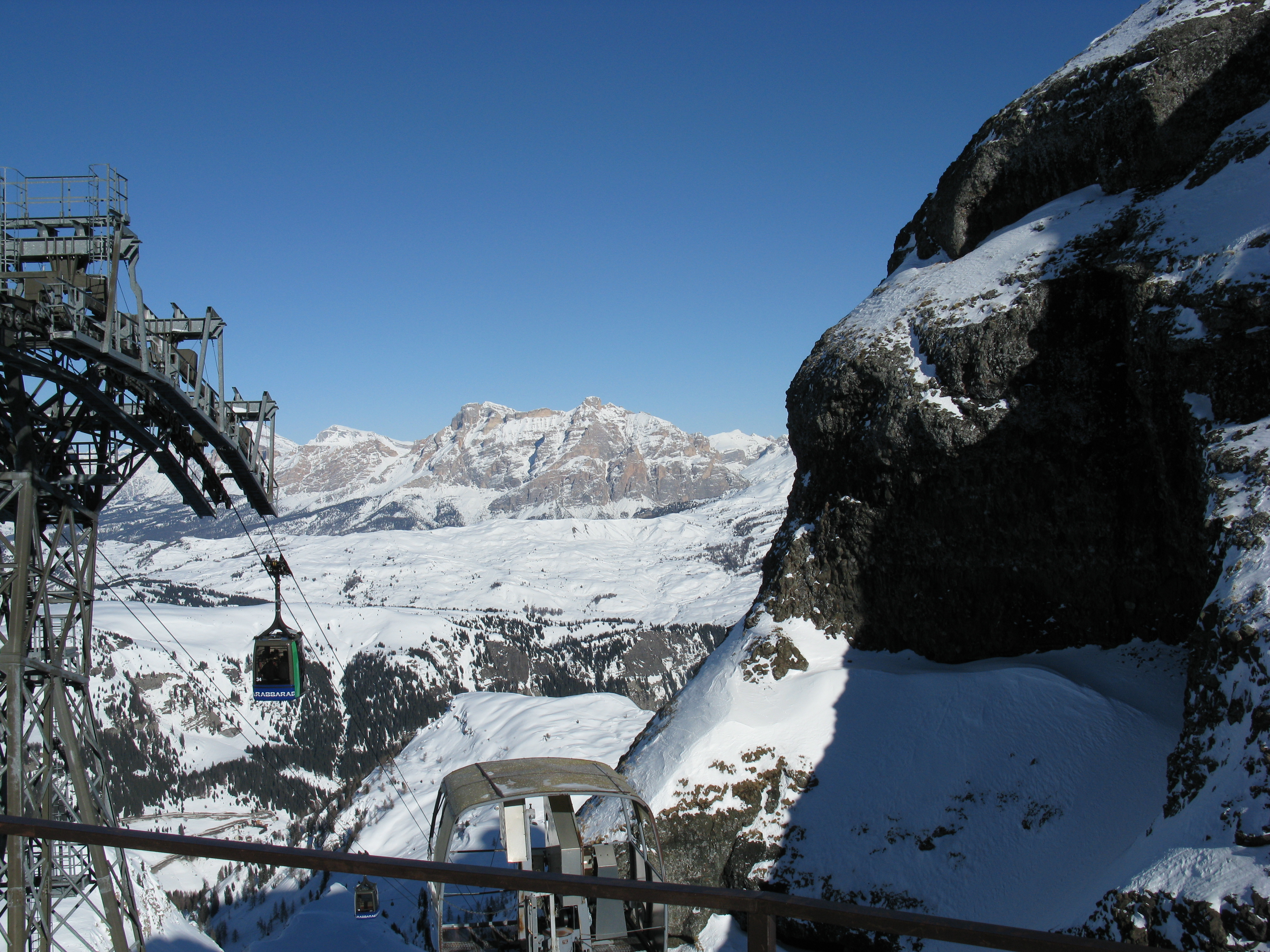
Az arabbai sífelvonó hegyállomása, háttérben a Fanes-csoport.

## Idegenforgalom, sport
A völgy ma a turizmus népszerű központja. Az első világháborús emlékhelyeket és hadiutakat restaurálták. A Ruaz erőd ma szállodaként működik. Nyáron a kirándulók, horgászok és siklóernyősök paradicsoma. Télen a Pordoi-hágó, a Sellaronda és a Marmolada sípályáinak közelsége vonzza a síelőket. A völgy sípályái a Dolomiti Superski regionális szövetség tagjai. Pieve di Livinallongóban működik a ladin kultúra múzeuma (Museo di storia, usi, costumi e tradizioni della gente ladina).